# 京都経済短期大学
京都経済短期大学（きょうとけいざいたんきだいがく、英語: Kyoto College Of Economics）は、京都府京都市西京区大枝東長町3-1に本部を置く日本の私立大学。1907年創立、1993年大学設置。大学の略称は経短あるいは京経。

## 概観

### 大学全体
- 京都府京都市西京区内に所在する日本の私立短期大学で男女共学。設置主体は学校法人学校法人明徳学園。1993年に1学科150名体制で開学。2023年4月現在で「経済短期大学」を名乗る日本で唯一の短期大学である。運営母体である明徳学園の本部も学内に置かれている。

### 建学の精神（校訓・理念・学是）
- 建学の精神は「個性豊かな産業人の育成」となっている[要出典]が、具体的な内容は以下のものとなっている。

21世紀に入り、ますますめざましい進展をとげる高度情報化社会。それに対応できる人材を育成することは、これからの産業界にとって欠くことのできない任務となっている。このような時代のニーズに応えるために、経営学の基礎知識をベースに情報処理能力と経営能力をトータルに身につけた人材を育成し、さらに国際社会にも意識を広げ、幅のある人間的教養を身につけた個性豊かな21世紀の産業人を育成すること。

### 教育および研究
- 経営情報学科を設置している単科短期大学。

### 学風および特色
- 例年、入学者の比率が男4：女6程度であり、短期大学としては男子学生が多い。
- 社会活動単位認定制度があり、ボランティア等の社会活動へ積極的に参加する学生が多い。
- 2015年から2ユニット制となり、専門学校講師による様々な対策講義が開講している。
- 2018年から収容定員を200名に増加した。

## 沿革
- 1907年 京都私立子守学校を発足。
- 1908年 京都私立慈光夜学校を設立
- 1911年 社団法人明徳学園を組織化
- 1921年 明徳女学校（本科・裁縫科）を開校
- 1924年 明徳高等女学校が認可。裁縫科は明徳裁縫女学校となる
- 1948年 財団法人に組織変更。明徳女子高等学校を設置
- 1950年 明徳夜間高等学校（商業科・宗教科）を設置。明徳洋裁学院を開設
- 1951年 学校法人に組織変更
- 1952年 明徳女子高等学校を明徳女子商業高等学校に改称
- 1986年 京都成章高等学校を開校。
- 1992年
  - 12月21日 左記を以て文部省[注 1]より短期大学の設置が認可される[1]。
- 1993年
  - 4月1日 京都経済短期大学が以下の学科体制にて開学する。
    - 経営情報学科 入学定員150名

  - 5月1日 学生数[2]/定員[3]
    - 経営情報学科 204[注 2]/150
- 1994年
  - 3月 京都・大学センターに参加する[4]。
  - 5月1日 学生数[5]/定員
    - 経営情報学科 389[注 3]/300
- 1997年
  - 4月1日 明徳商業高等学校を京都明徳高等学校に改称。
  - 同 シティーカレッジ参加校となる[6]。
- 1999年
  - 5月1日 学生数[7]/定員
    - 経営情報学科 438[注 4]/300
- 2000年 京都明徳高等学校を京都明徳高等学校を男女共学化
- 2009年 (財)短期大学基準協会の第三者評価において適格認定
- 2015年 コース・ユニット制が開設
- 2016年 (財)短期大学基準協会の第三者評価において適格認定
- 2018年
  - 4月1日 200名定員へ増定員[注 5]
  - 9月21日 新学舎竣工
- 2019年 コース・ユニット制が改組（5コース2ユニット）
- 2024年 コース・ユニット制が改組（7コース2ユニット）
- 2024年 (財)短期大学基準協会の第三者評価において適格認定

## 基礎データ

### 所在地
- 京都府京都市西京区大枝東長町3-1

#### 学章
- 世界7海洋往復波（2本の曲線で構成されるそれぞれは、世界の7海洋を往復の波型で表し、世界からの交信を表現している）

#### 校歌
- 京都経済短期大学校歌（島田陽子作詞・池田八声作曲）

## 教育および研究

### 組織

#### 学科
- 経営情報学科 入学定員200名

【コース】
- 経済システムコース
- 経営マーケティングコース
- 会計ファイナンスコース
- 国際ビジネスコース
- 情報システムコース
- ビジネス心理コース
- 総合デザインコース

※2024年4月～
≪就職ユニット≫
- 公務員
- ホテル・ブライダル
- 医療事務
- 登録販売者
- 秘書
- 簿記
- 販売士
- ファイナンシャル・プランニング技能士
- 宅地建物取引士
- 日商PC検定試験
- MOS
- ITパスポート試験
- 基本情報技術者
- 情報セキュリティマネジメント
- ウェブデザイン技能士
- TOEIC

≪大学編入ユニット≫
- 難関大学受験
- 指定校推薦受験

#### 専攻科
- なし

#### 別科
- なし

##### 取得資格について
資格：必要単位の履修後に取得できる。
- ビジネス実務士
- 秘書士
- 情報処理士

#### 附属機関
- 図書館：所蔵資料数は約60,000冊。

### 研究
- 『経営・情報学会』
- 『京都経済短期大学論集』[9]
- 『洛西地域研究 = Research in Rakusai community』[10]

### 教育

#### 採択されたプログラム
- 特色ある大学教育支援プログラム
  - 「地域のなかで世界を感じる」（平成19年度）
- 学生支援推進補助事業＜テーマB＞
  - 「在学生・卒業生の循環的就職支援体系とキャリアベース構築」（平成21年度）
  - 「私立大学等改革総合支援事業タイプ1」（平成28年度）

## 学生生活

### 部活動・クラブ活動・サークル活動
- 体育系：バスケット、野球
- 文化系：軽音楽

### 学園祭
- 秋華祭 – 公式の学園祭にあたる行事。例年、吉本興業の芸人によるライブイベントが行われている。

## 大学関係組織と大学関係者

### 大学関係組織
- 京都経済短期大学同窓会
- 京都経済短期大学大学生活協同組合

## 施設

### キャンパス
キャンパスは洛西エリアにあり、嵐山などの景勝地も近く、周辺には数多くの観光スポットが点在する。
- 交通アクセス
  - 阪急桂駅より京阪京都交通バス・京都市営バスで約8分
  - JR桂川駅より京阪京都交通バス・京都市営バス・ヤサカバス・阪急バスで約8分
  - JR亀岡駅より京阪京都交通バスで約25分
- 最寄バス停留所
  - 国道中山 京都経済短期大学前
  - (旧道)中山
  - 京都明徳高校正門前
  - 京都明徳高校前
  - 北福西町一丁目

## 対外関係
- 京都市西京区

### 他大学との協定

#### 日本
- 大学コンソーシアム京都

### 系列校
- 京都成章高等学校
- 京都明徳高等学校

## 社会との関わり
- 京都明徳高等学校との高大連携事業が行われている。
- 留学生による母国語の語学講座が公開講座として行われている。

## 卒業後の進路

### 就職実績
- 約80％の学生が就職する。金融機関や一般企業が多い。＜2023年度就職内定率97.8%＞

主な就職先として、京セラ、GSユアサ、ニプロ、日本電産、村田機械、村田製作所、ITP (企業)、サカタのタネ、立川ブラインド工業、ワタキューセイモア、モリタホールディングス、陽進堂、伊予銀行、愛媛銀行、京都銀行、滋賀銀行、福井銀行、福邦銀行、愛媛信用金庫、大阪厚生信用金庫、大阪シティ信用金庫、京都信用金庫、京都中央信用金庫、京都北都信用金庫、湖東信用金庫、滋賀中央信用金庫、敦賀信用金庫、長浜信用金庫、広島信用金庫、福井信用金庫、岩井コスモ証券、岡三証券、東洋証券、第一生命保険、明治安田生命保険、JA、JF、大和ハウス工業、タマホーム、積水ハウス不動産関西、ジェイ・エス・ビー、三越伊勢丹、アルマーニ、ロエベ、オンリー (企業)、JUN、はるやま商事、東急ホテルズ、阪急阪神ホテルズ、ホテル京阪、マンダリン・オリエンタル東京、都ホテルズ&リゾーツ、西日本旅客鉄道、京阪京都交通、全日警、日本郵便、武田病院、徳洲会、国税局、京都府庁、島根県庁、相模原市役所、奈良市役所、京都府警察、滋賀県警察などが挙られる。

### 編入学･進学実績
- 約20％の学生が四年制大学へ編入学する。約半数の学生が指定校推薦枠で進学する。＜2023年度編入学合格率100.0%＞

主な進学先として、愛媛大学、香川大学、金沢大学、滋賀大学、三重大学、和歌山大学、大阪経済大学、関西大学、関西外国語大学、京都外国語大学、京都産業大学、近畿大学、国士舘大学、駒澤大学、東京経済大学、東京農業大学、同志社大学、日本大学、佛教大学、龍谷大学などが挙られる。